# Lihula (stad)
Lihula (Duits: Leal) is een plaats in de Estlandse gemeente Lääneranna, provincie Pärnumaa. Lihula heeft de status van stad en telt 1250 inwoners (2024) De plaats is de hoofdplaats van de gemeente. 
Tot 1999 was Lihula een afzonderlijke stadsgemeente. Daarna was de stad de hoofdstad van een landgemeente Lihula, die in 2017 opging in de fusiegemeente Lääneranna. Daarbij verhuisden stad en gemeente van de provincie Läänemaa naar de provincie Pärnumaa.
Ten zuidoosten van de stad ligt het veengebied Lihula raba, 6799 ha groot. In de stad wordt sinds 2003 een jaarlijks natuurfilmfestival georganiseerd, het Matsalu loodusfilmide festival, genoemd naar het in de buurt gelegen Nationaal park Matsalu.
De Põhimaantee 10, de hoofdweg van Risti via Virtsu en Muhu naar Kuressaare, loopt langs Lihula.

## Geschiedenis
Lihula werd voor het eerst genoemd in 1211 onder de naam Leale. Op die plaats lag toen een vesting van de (nog heidense) Esten. Bisschop Albert van Riga benoemde in 1211 Theoderik van Treyden tot bisschop van Estland met als standplaats Lihula. Theoderik heeft zijn standplaats nooit betreden. Pas in 1220 viel de vesting in handen van de Zweden, maar die moesten Lihula een paar maanden later alweer prijsgeven na de Slag bij Lihula. In 1228 werd het Prinsbisdom Ösel-Wiek gesticht met Lihula als bisschopszetel. Tussen 1238 en 1242 werd een stenen burcht gebouwd op de plaats van de vroegere vesting. In 1251 werd de bisschopszetel verplaatst naar Vana-Pärnu (nu een stadsdeel van Pärnu) en in 1263 naar Haapsalu. Tot 1561 was Lihula het gedeelde eigendom van de prinsbisschop van Ösel-Wiek en de Lijflandse Orde.
Onenigheid tussen de prinsbisschop en de Lijflandse Orde had tot gevolg dat in 1298 de nederzetting werd vernietigd en de burcht zwaar beschadigd raakte. In 1302 werd het conflict bijgelegd. De burcht en de nederzetting werden herbouwd. Tijdens de Lijflandse Oorlog (1558-1583) ging de burcht definitief verloren. De Russen en de Zweden vochten om het bezit van Lihula, een strijd die in 1581 in het voordeel van de Zweden werd beslecht. Er zijn nog enkele resten van de burcht over.
Uit dezelfde tijd als de burcht dateert de kerk van Lihula, gewijd aan Sint-Elisabet. De kerk werd in 1298 tegelijk met de nederzetting verwoest en daarna weer opgebouwd. In 1876 werd de bouwvallig geworden kerk vervangen door een nieuwe. In de 13e eeuw kreeg Lihula bovendien een cisterciënzer nonnenklooster, dat tijdens de Lijflandse Oorlog vernield werd.
In de 13e eeuw ontstond in de omgeving van de burcht een landgoed Lihula. In 1630 verkocht koning Gustaaf II Adolf van Zweden het landgoed aan maarschalk Åke Tott. Later kwam het achtereenvolgens in handen van de families von Hahn, von Stackelberg, von Wistinghausen en von Buxhoevden. De laatste eigenaar voor de onteigening van het landgoed door het onafhankelijk geworden Estland in 1919 was Hermann von Buxhoevden. In de 20e eeuw ontstond op het landgoed een afzonderlijke nederzetting, die in 1977 de status van vlek verwierf. In 1982 werd ze bij het oudere Lihula gevoegd.
Het landhuis van het landgoed is in 1824 gebouwd onder de familie von Wistinghausen. Na de Tweede Wereldoorlog was het in gebruik als administratief centrum van een sovchoz. Sinds 1994 is hier het stedelijk museum gevestigd. Een aantal bijgebouwen is ook bewaard gebleven, maar sommige zijn in slechte staat.
In de tweede helft van de 19e eeuw groeide Lihula uit tot een belangrijk centrum. De plaats profiteerde ook van de smalspoorlijn van Rapla naar Virtsu, die in de jaren 1931-1968 bestond. Lihula had een station aan deze lijn. Lihula kreeg echter pas in 1945 de status van kleine stad (Estisch: alev) en in 1993 die van stad (linn).
Lihula heeft een monument voor de Estische Onafhankelijkheidsoorlog, dat in 1935 is opgericht, in 1947, tijdens de Sovjetbezetting, afgebroken en in 1993 weer opgebouwd. Daarnaast had de stad korte tijd een veel controversiëler monument, namelijk voor de Esten die tijdens de Tweede Wereldoorlog aan Duitse kant tegen de Sovjet-Unie hadden gevochten. Het werd opgericht op 20 augustus 2004 en weggehaald op last van minister-president Juhan Parts op 2 september 2004. Daarbij moesten ordetroepen worden ingezet om een boze menigte in bedwang te houden. Het monument laat een soldaat in Duits uniform, maar zonder verdere onderscheidingstekenen zien. Sinds 2004 staat het in het ‘Museum voor de gevechten voor Estlands vrijheid’, een door particulieren opgezet museum in Lagedi.

## Foto's

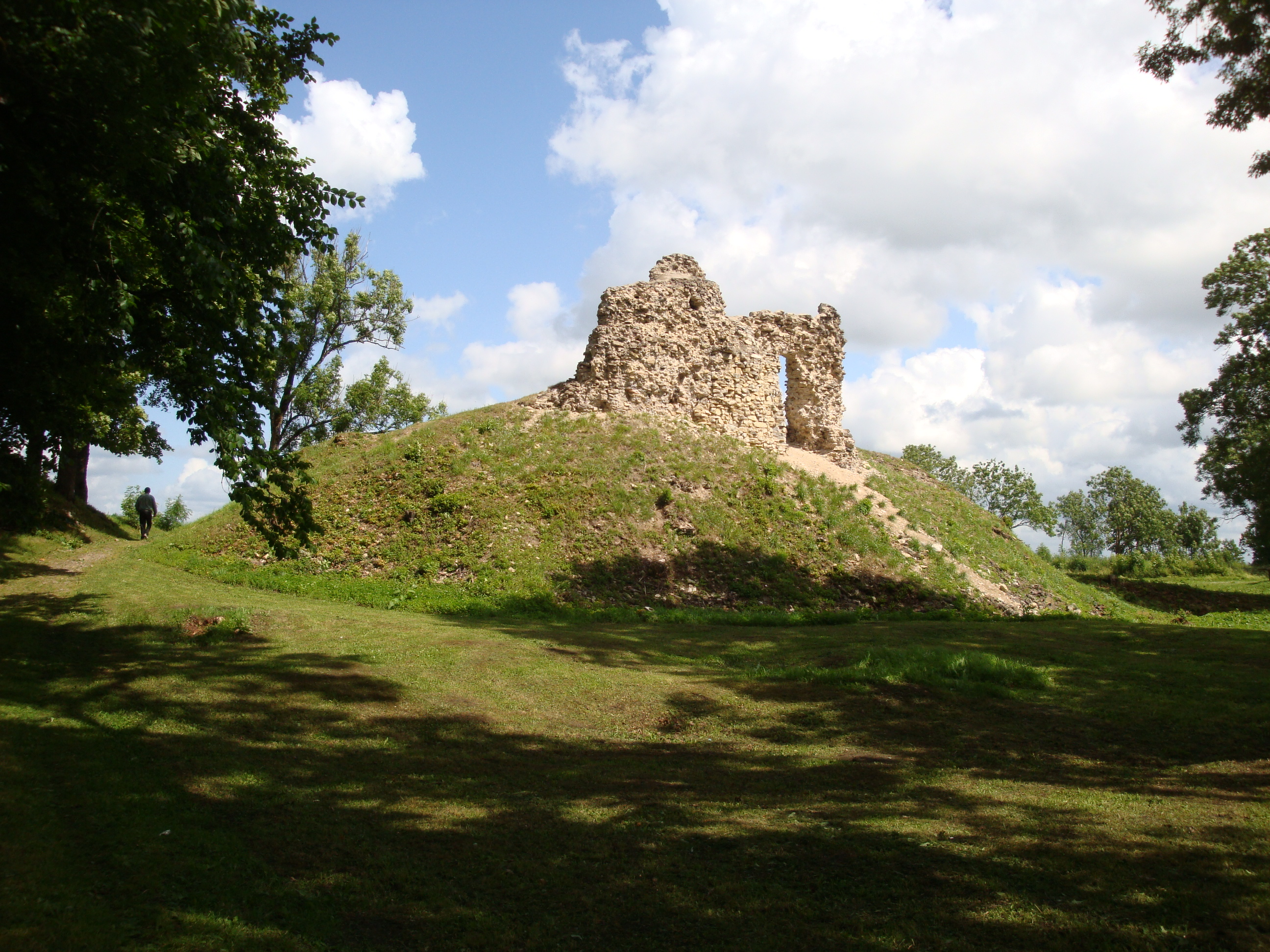
Ruïne van de burcht
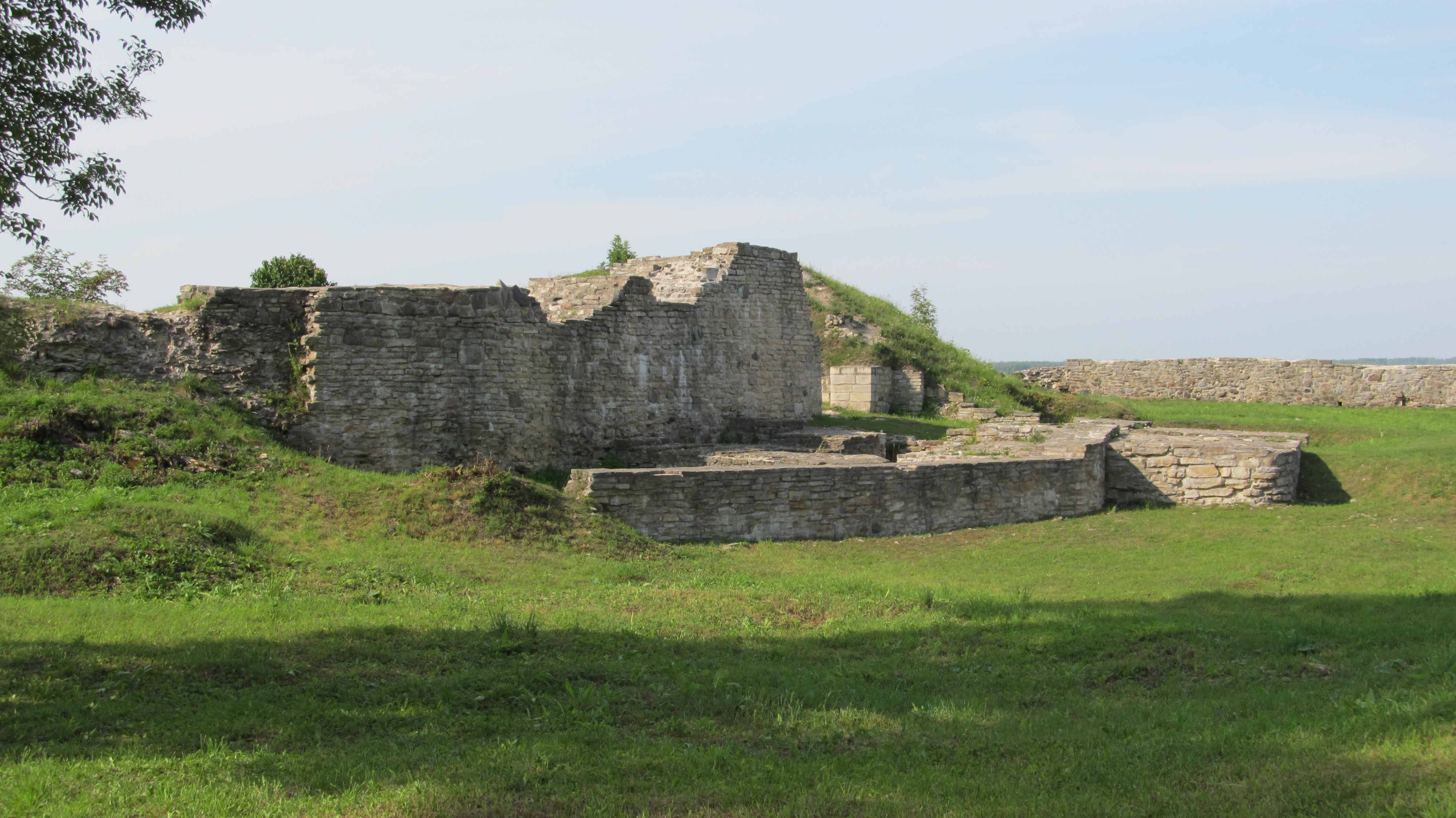
Resten van de burcht
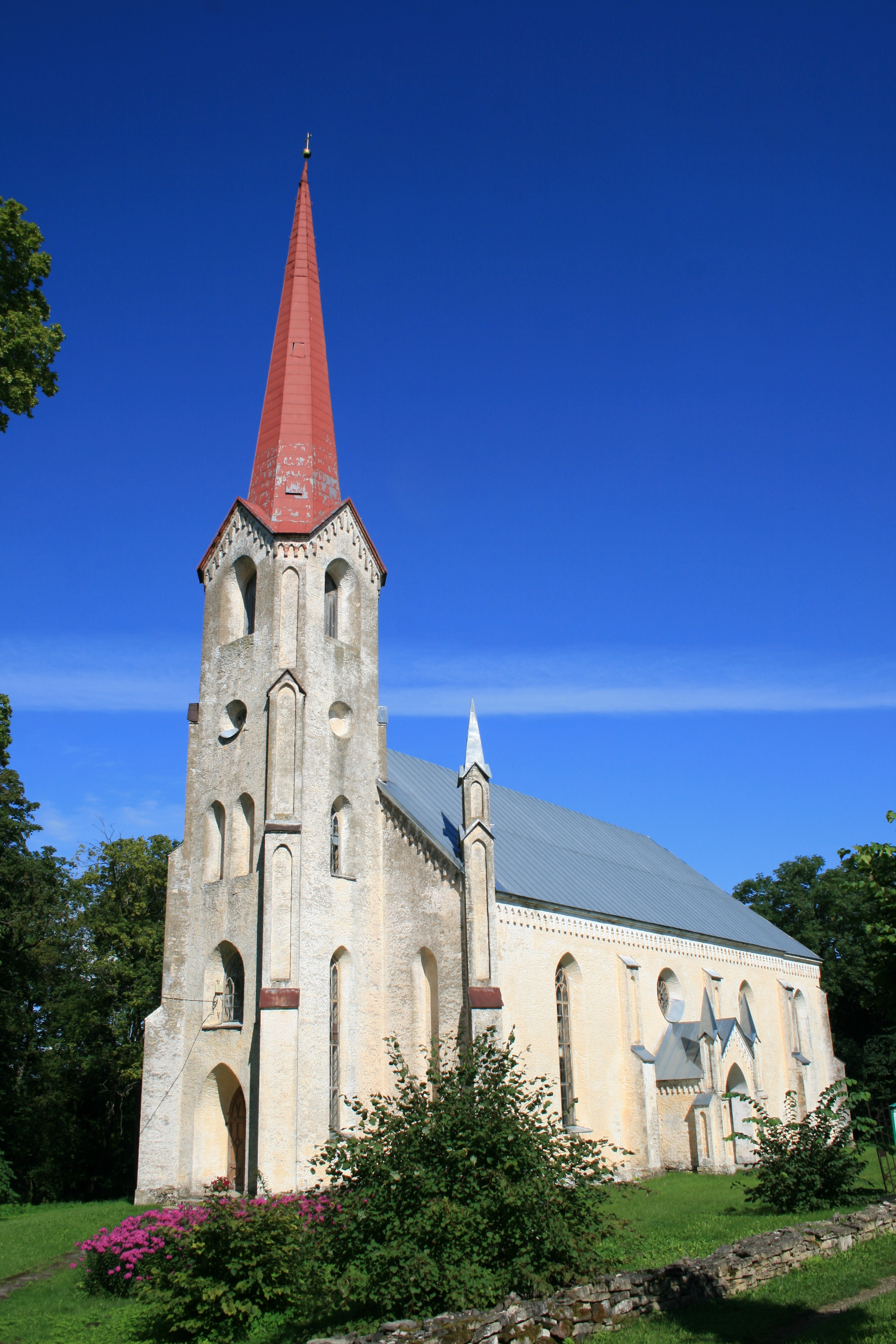
Kerk van Lihula
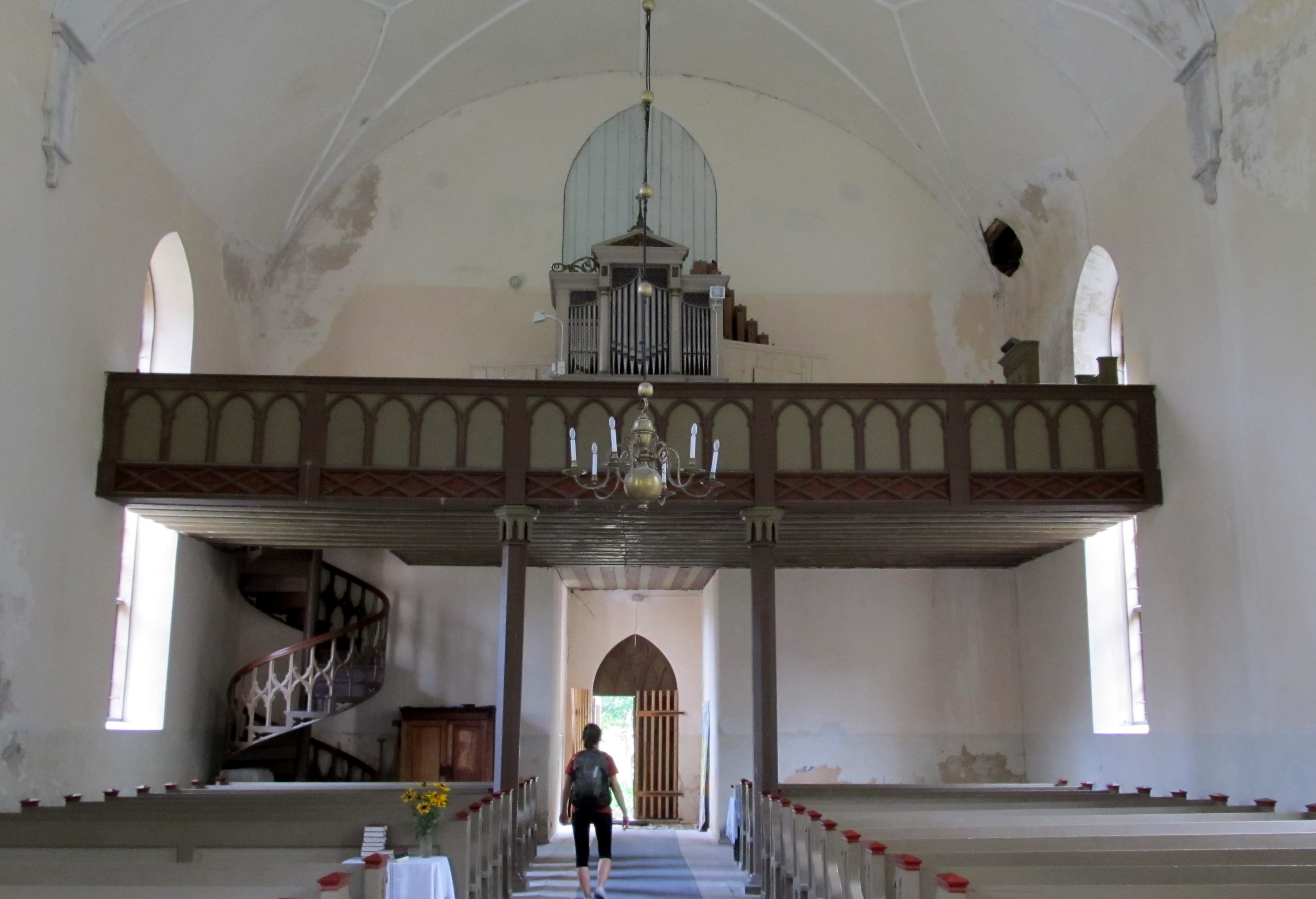
Interieur van de kerk
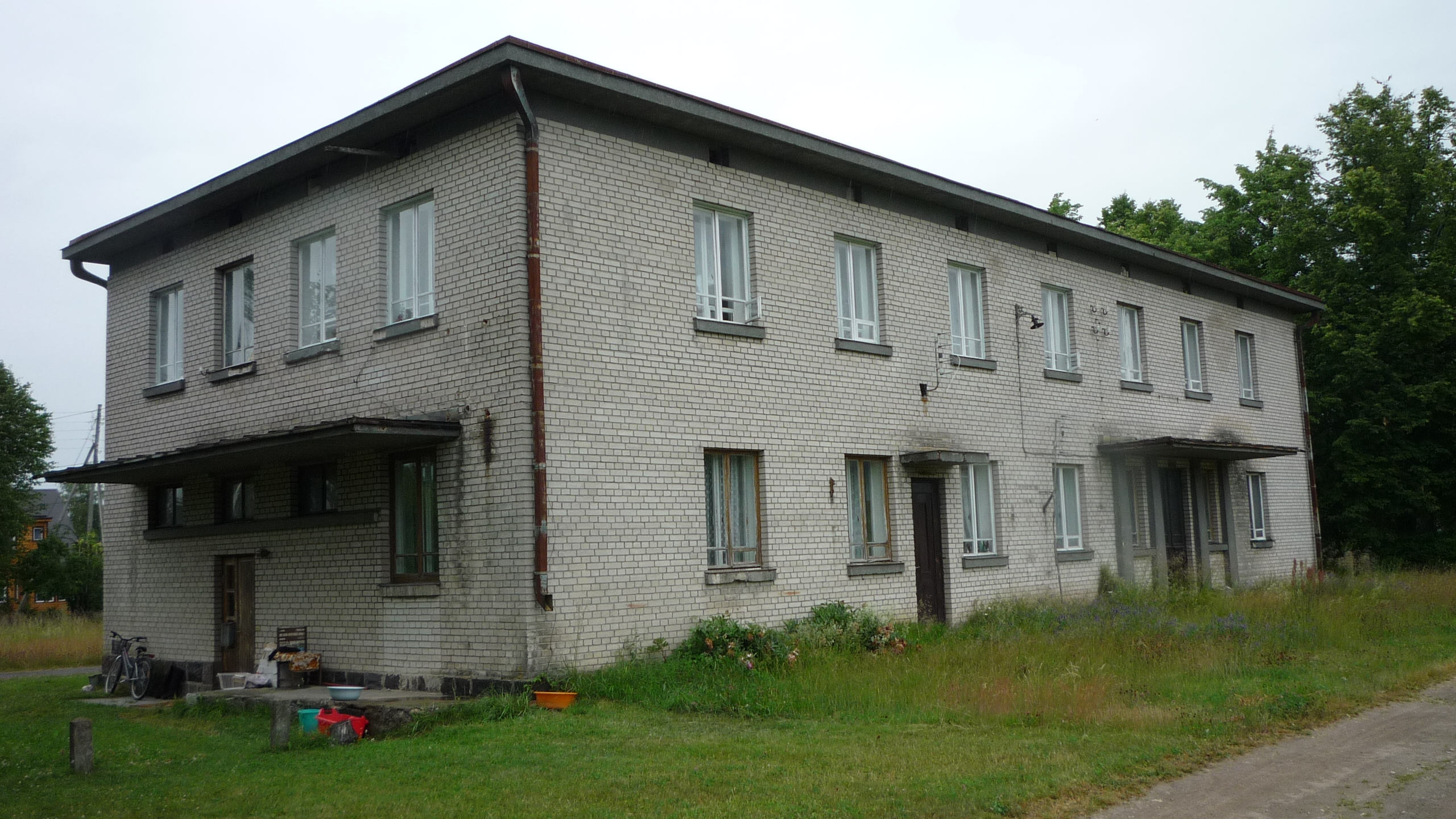
Het voormalige station
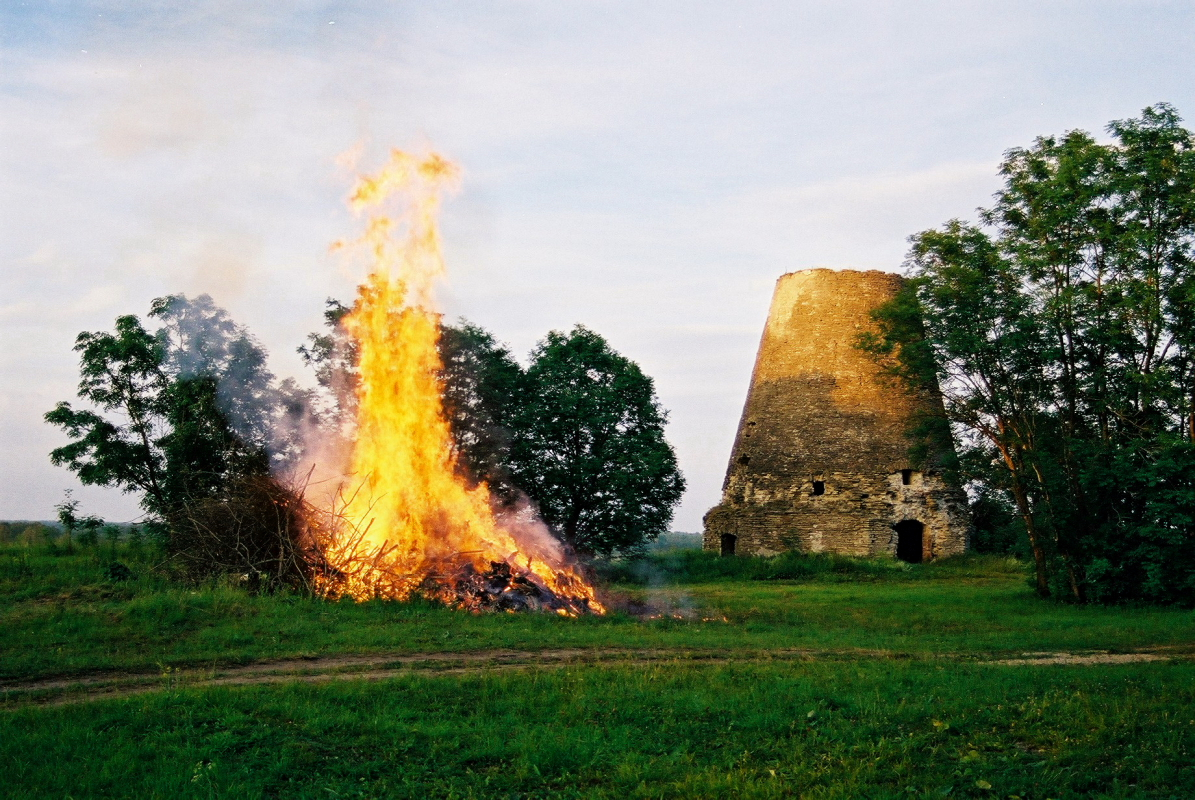
Resten van een molen
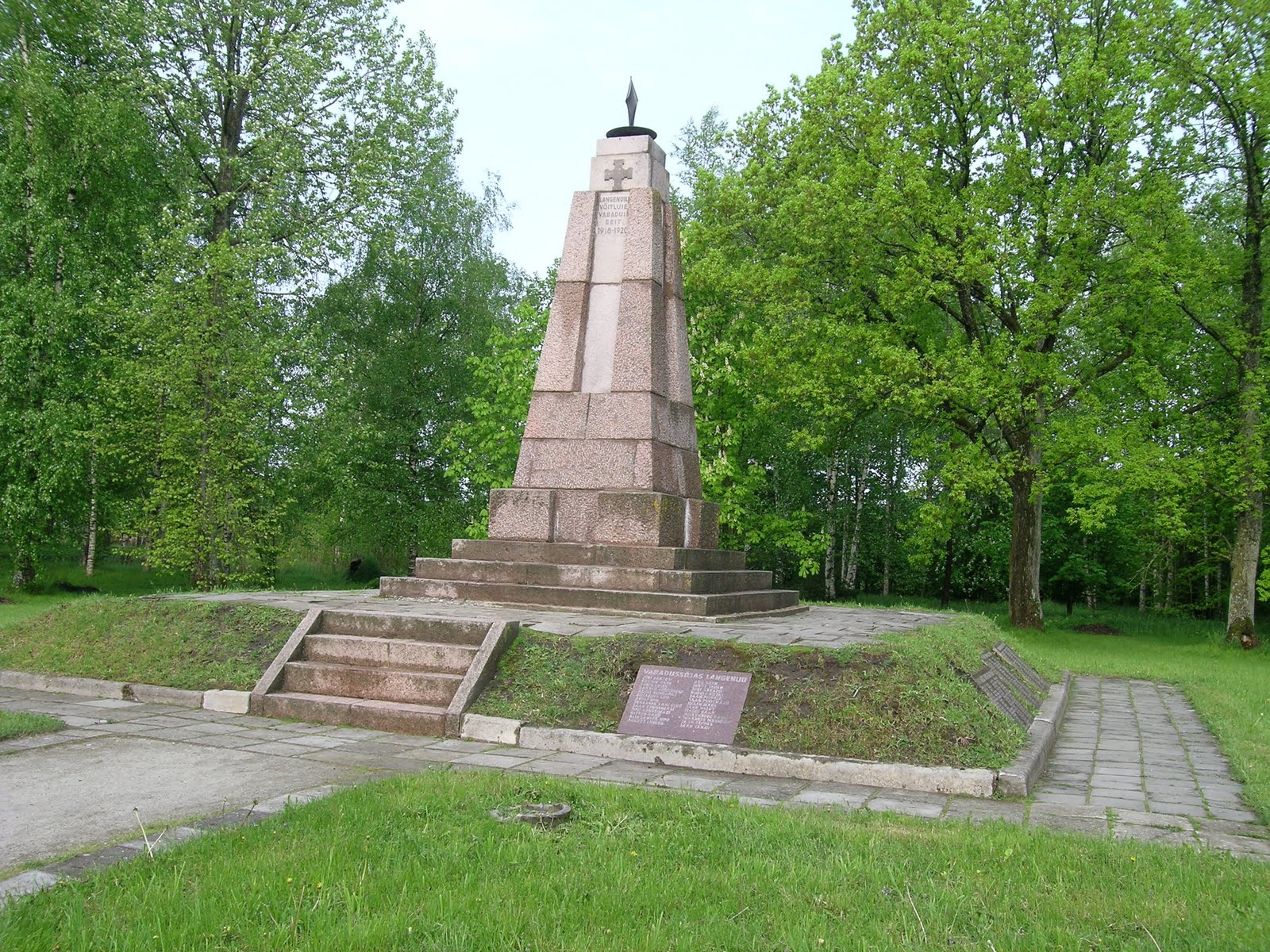
Monument voor de Estische Onafhankelijk-heidsoorlog
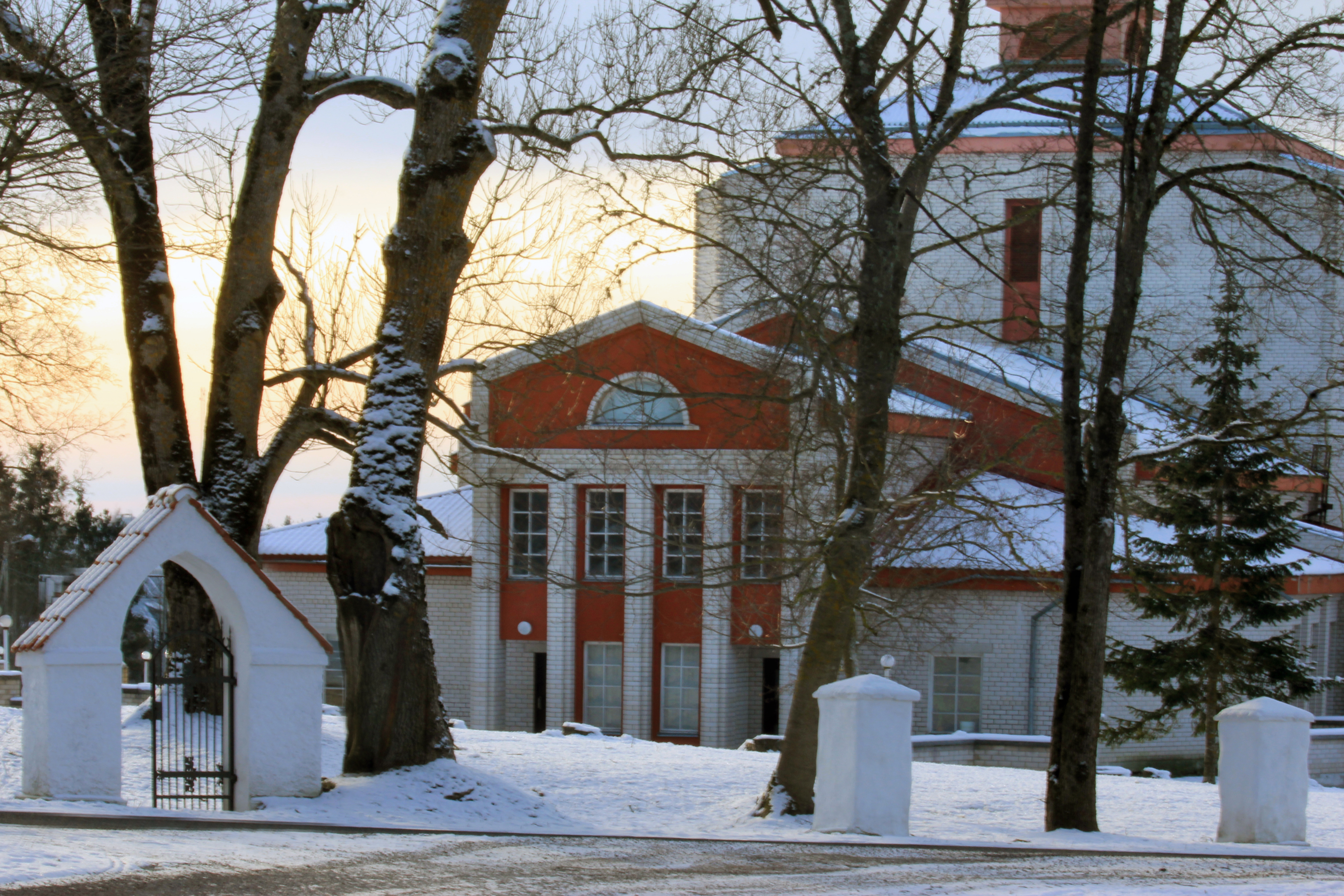
Cultuurcentrum
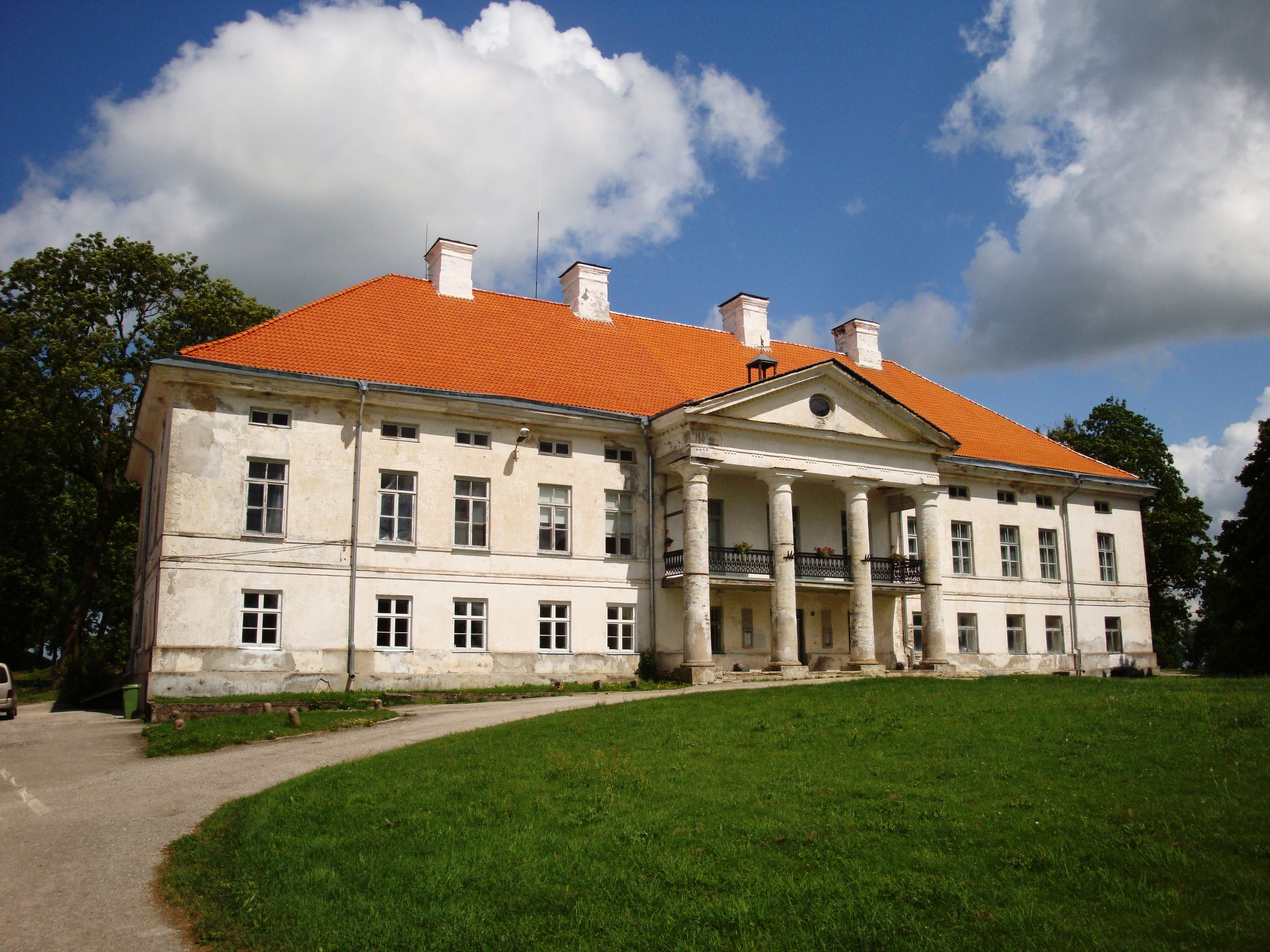
Landhuis van Lihula, nu stedelijk museum
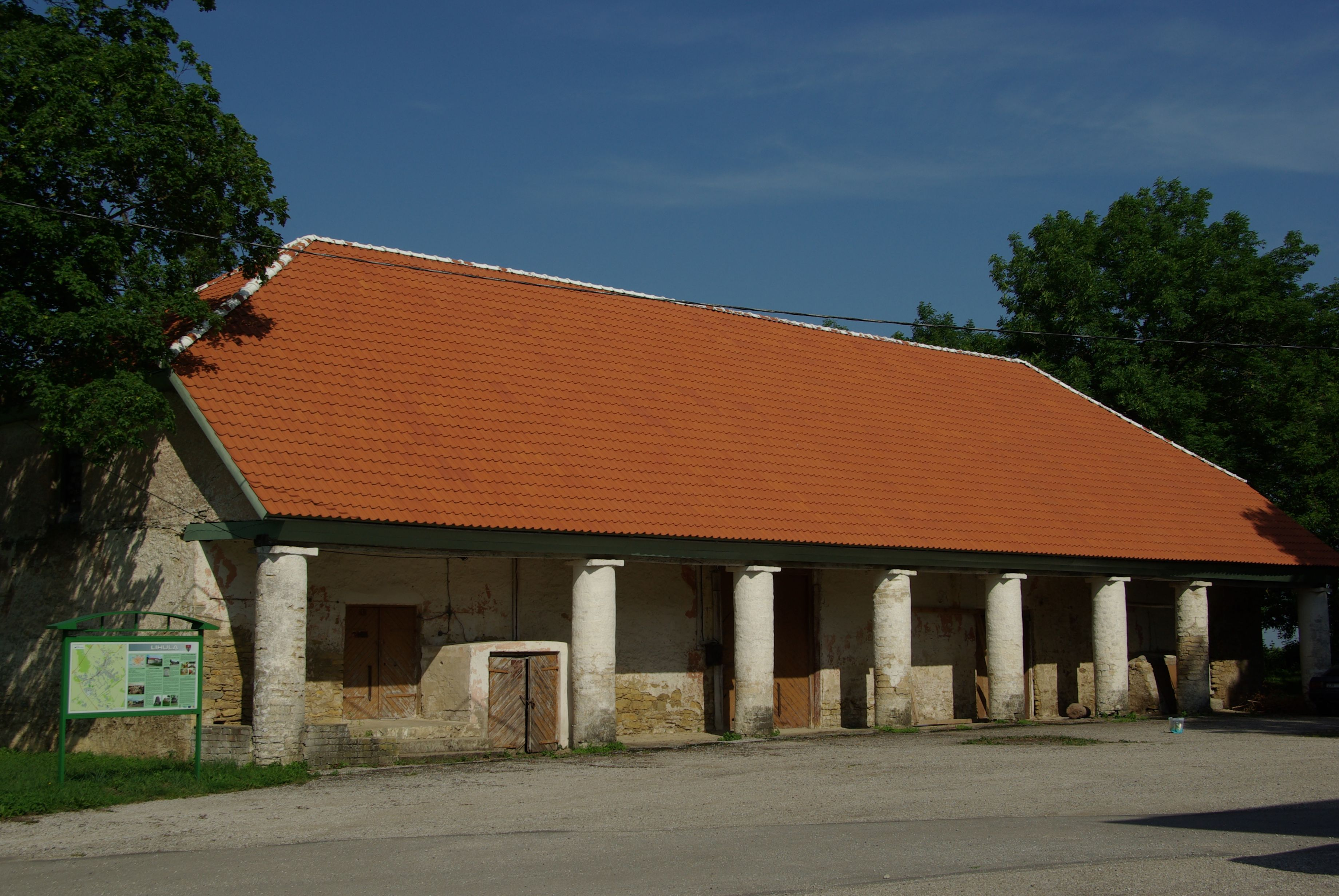
Voormalige opslagruimte
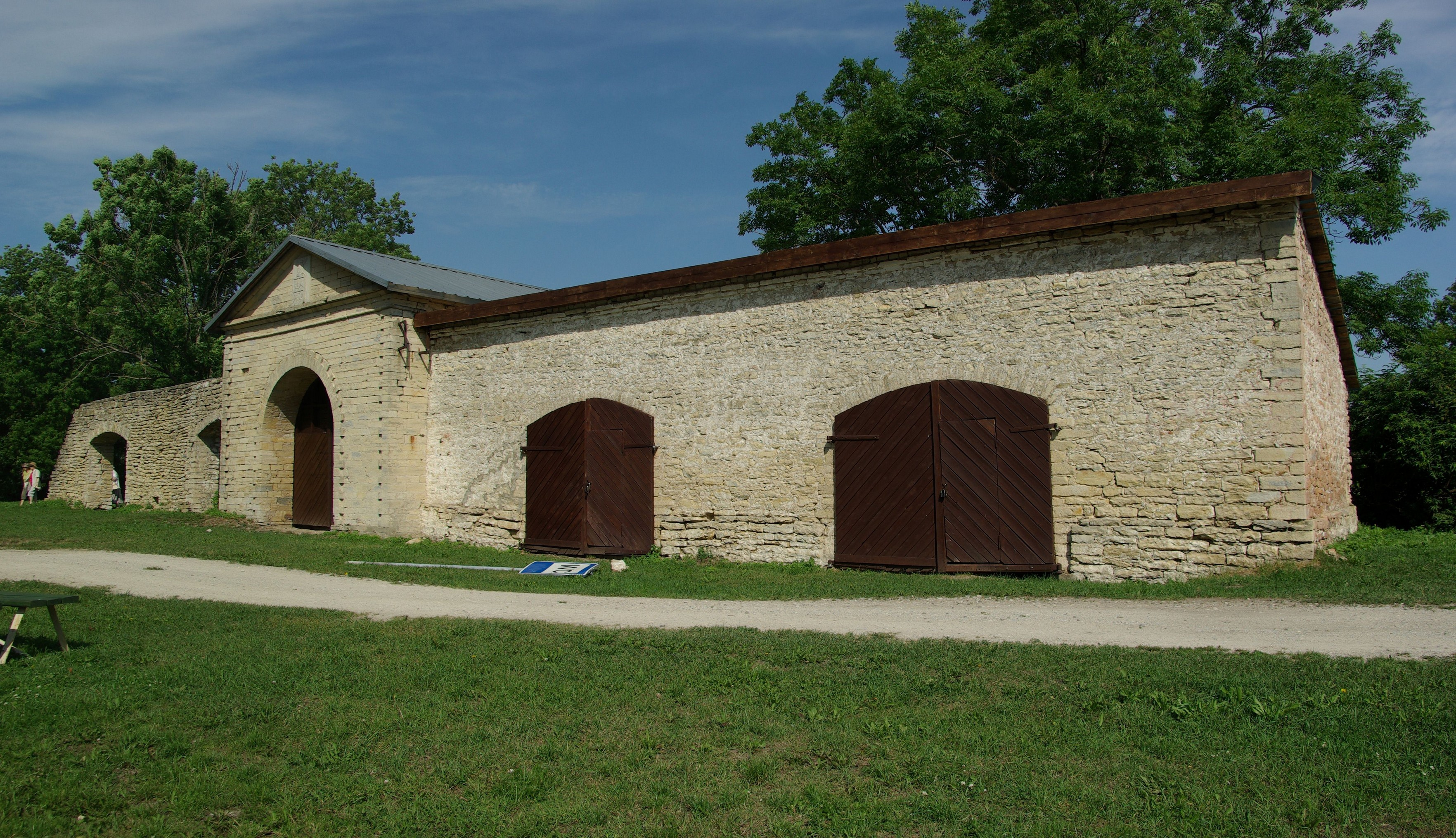
Voormalig koetshuis